# バナナキングコンテスト
バナナキングコンテストは、TBSテレビのサッカー番組「スーパーサッカー」で行われているフリーキックの技を競うコーナーである。元々は「スピードキングコンテスト」と合わせて「水沼貴史のKINGは俺だ!!」というコーナーの一環で構成されてしばらくこのバナナキングだけが行われたが、2005年4月の放送から「水沼貴史のオレによこせ!!」（リフティング、ドリブル、バナナ=フリーキックの3種目タイムトライアル）と並行して放映される。

## ルール
- フリーキックラインから、ゴールラインに沿って設けられた基本ライン（ここに巨大なバナナの形をしたバルーンが置いてある）の外側に沿ってゴールを狙う。屋外で行う場合、風などによって微妙にバナナが動いたり、ボールが動いたりすることもあるが、バナナに触れない範囲であればゴールを決めれば記録が認められる。
- バナナの内側となった場合や、当たった場合（かすりも含む）はゴールに入っても記録とはならない。また、ゴール手前でバウンドしたりポストに当たって入った場合も無効となる。
- 参加者は10cm（これを1バナナという）単位で任意の位置を申請。これを5回まで繰り返すことができ、成功すれば次の位置に挑戦することができる。

## 過去の記録
- 1998~2001年ごろに放送された時は佐藤由紀彦（当時FC東京）がその記録保持者だったが、2003年ごろに再開されてから改めてその佐藤の記録を白紙に戻した形で再度ランキングを決定。
- 2004年2月に行われた浦和レッズ編で、監督のギド・ブッフバルトが背広・革靴を使いながら36バナナを達成したが、その後同年9月の柏レイソル編で、監督の早野宏史がそれと並ぶ記録を達成した。
- しかしその後出場した波戸康広が、それを上回る高記録を連発させた。
  - まず10バナナを一発で成功させると、続いて15バナナを1回でクリア。
  - 続く25バナナは3本失敗の後4本目で、30バナナも3本目、35バナナも2本目で成功させる。
  - 一気に歴代2位に躍り出ると、ブッフバルト、早野の36を2上回る38バナナに挑戦することを宣言。微妙な風を追い風につけて3回目の試技で見事新記録を樹立した。
  - しかし勢いに乗った波戸はその後も記録を更新し40、45を一発で、更に50を3本目で成功させ、更に55バナナに挑戦したが3本失敗の後4本目で見事成功させる驚異的な大記録を達成した。

## 武勇伝
- 2004年10月23日に新潟県中越地震が発生したが、その日偶然このコーナーのアルビレックス新潟編の放送予定が組まれており、予定通りオンエアされた。その際「この模様は9月19日に収録されたものです」というお断りのクレジットを挿入して放送された。この回では鈴木慎吾選手のチャレンジ中にバナナの形をしたバルーンの左側が空気漏れを起こすというハプニングが起きた。その中で鈴木は25バナナを成功させている。

※地元の新潟県・新潟放送では震災報道に当てたため未放送だったが、同年12月11日に再編集して県内向けに放送された。

## 類似企画
- チューリップテレビ（富山県）で放送されているスポーツ番組「@スポ天」の番組内で、これを全くまねた企画で富山のサッカー少年たちがフリーキックに挑戦するコーナーが放送されている。